# 7189 Kuniko
7189 Kuniko (1992 SX12) là một tiểu hành tinh vành đai chính được phát hiện ngày 28 tháng 9 năm 1992 bởi K. Endate và K. Watanabe ở Kitami.